# Watermark (Enya-album)
Watermark (engelsk: vandmærke) er det andet studiealbum fra den irske musiker Enya, og det blev udgivet d. 19. september 1988. Albummet indeholder hendes første større hit "Orinoco Flow", og Watermark blev dermed Enyas egentlige gennembrud. Det bliver betragtet som et skelsættende New Age-album, selvom Enya selv ikke betragter sit arbejde som tilhørende genren.
Der blev udgivet to udgaver af albummet. I 1989 blev en udvidet udgave af Watermark genudgivet, som inkluderede "Storms in Africa (Part II)" (sunget på engelsk), som tidligere blev udgivet som single. På visse senere versioner af albummet er dette nummer fjernet igen.

## Spor
| Nr. | Titel                   | Writer(s)       | Længde |
| --- | ----------------------- | --------------- | ------ |
| 1.  | "Watermark"             | Enya            | 2:24   |
| 2.  | "Cursum Perficio"       | Enya, Roma Ryan | 4:06   |
| 3.  | "On Your Shore"         | Enya, Roma Ryan | 3:59   |
| 4.  | "Storms in Africa"      | Enya, Roma Ryan | 4:03   |
| 5.  | "Exile"                 | Enya, Roma Ryan | 4:20   |
| 6.  | "Miss Clare Remembers"  | Enya            | 1:59   |
| 7.  | "Orinoco Flow"          | Enya, Roma Ryan | 4:25   |
| 8.  | "Evening Falls..."      | Enya, Roma Ryan | 3:46   |
| 9.  | "River"                 | Enya            | 3:10   |
| 10. | "The Longships"         | Enya, Roma Ryan | 3:36   |
| 11. | "Na Laetha Geal M'óige" | Enya, Roma Ryan | 3:54   |

| 12. | "Storms in Africa (Part II)" (Bonus Track) | 3:01 |

## Relaterede singler
- "Orinoco Flow" blev udgivet i oktober 1988 med "Smaointe..." og "Out of the Blue" som B-sider. Den blev genudgivet i 1988 i en speciel remixet version med "Hope Has a Place" og "Pax Deorum" som B-sider.
- "Evening Falls..." blev udgivet i december 1988 med "Oíche Chiún" og "Morning Glory" som medfølgende numre. ("Chiún" blev fejlagtigt stavet "Chiúin".)
- "Storms in Africa (Part II)" blev udgivet i maj 1989, med "Aldebaran", "The Celts" og "Storms in Africa" som medfølgende numre. Det er et remix i et hurtigere tempo en den originale albumversion af "Storms in Africa" med tekst på engelsk i stedet for irsk som oprindeligt havde.
- "Exile" blev udgivet i 1991, efter sangen blev brugt i filmen L.A. Story. "On Your Shore", "Watermark" og "River" blev også inkluderet på 12"/CD singlen.

## Medvirkende
- Enya – keyboards, vokal
- Neil Buckley – klarinet
- Chris Hughes – percussion , trommer
- Davy Spillane – fløjte, Uillean pipes

### Produktion
- Producers: Enya, Nicky Ryan
- Co-produceret af Enya og Ross Cullum
- Executive Producer: Rob Dickins
- Engineer: Ross Cullum
- Mix: Jim Barton, Ross Cullum
- Arrangør: Enya, Nicky Ryan
- Cover foto: David Hiscook
- Yderligere fotos: Russel Yamy
- Design: Laurence Dunmore

## Hitlister
| Hitliste                          | Plads |
| --------------------------------- | ----- |
| Australian ARIA Albums Chart      | 8     |
| Austrian Albums Chart             | 15    |
| Canadian RPM Albums Chart         | 8     |
| Dutch Albums Chart                | 13    |
| German Media Control Albums Chart | 6     |
| Italian Albums Chart              | 18    |
| Japanese Oricon Albums Chart      | 7     |
| New Zealand Albums Chart          | 1     |
| Norwegian Albums Chart            | 5     |
| Swedish Albums Chart              | 5     |
| Swiss Albums Chart                | 1     |
| UK Albums Chart                   | 5     |
| U.S. Billboard 200                | 25    |

| Hitliste 1988      | Plads |
| ------------------ | ----- |
| Dutch Albums Chart | 41    |
| UK Albums Chart    | 43    |

| Hitliste 1989           | Plads |
| ----------------------- | ----- |
| Australian Albums Chart | 29    |
| Canadian Albums Chart   | 16    |
| Dutch Albums Chart      | 52    |
| Italian Albums Chart    | 80    |
| Japanese Albums Chart   | 69    |
| Swiss Albums Chart      | 17    |
| UK Albums Chart         | 30    |
| U.S. Billboard 200      | 60    |